# Peter Frederik Suhm

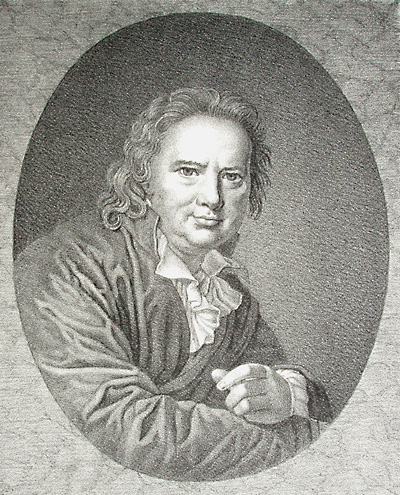
Peter Frederik Suhm.

Peter Frederik Suhm, född 18 oktober 1728 i Köpenhamn, död där 7 september 1798, var en dansk historiker.
Suhm fick genom läsning av Ludvig Holbergs skrifter lust att själv skriva. År 1746 blev han student, kort därpå hovjunkare (han var av gammal adel), 1748 assessor i hovrätten och 1751 etatsråd. Men varken hovlivet eller ämbetet tillfredsställde honom, och han började sin litterära verksamhet med att översätta klassiska verk och franska skådespel. År 1751 reste Suhm till Trondheim och gifte sig 1752 med en rik köpmansdotter, Karen Angell (1732–1788), samt kom därigenom i tillfälle att uteslutande sysselsätta sig med vetenskapliga och bokliga göromål. Han fördjupade sig i omfattande studier av Danmarks historia och utgav senare tillsammans med Schöning Forbedringer til den gamle danske og norske Historie (1757), där Suhm bland annat skrev skildringar av Knut den stores, Erik Ejegods och Erik Emunes levnad.
Åren 1761–1765 utgav han Trondhjemske samlinger (fem band). År 1765 återvände han till Köpenhamn, där han trädde i förbindelse med flera ledande män (bland andra Guldberg) och 1771 i en Udsigt over Videnskabernes og de skjønne Kunsters Tilstand i Danmark og Norge gav uttryck åt sitt missnöje med ynnestbevisen mot de många utlänningarna. Ävenledes tillkännagav han i januari 1772 i ett brev Til Kongen öppet sitt gillande av Struensees fall; men han blev bedragen i sina förväntningar om en fri författning, vartill han utarbetat ett förslag. Också måste Suhm flera gånger av hänsyn till det rådande systemet tiga med sina politiska meningar och till och med tåla Guldbergs censur i det av honom författade Udtog af Danmarks, Norges og Holsteins Historie (1776), som skulle vara skolbok (denna utgavs ännu 1832).
Förutom att Suhm var en ivrig frihetsman, var han även förespråkare för de nordiska folkens enhet. Åren 1769–1787 utgav han en serie förberedande skrifter om Nordens forntid (de nordiska folkens ursprung, Oden och den hedniska gudaläran, de från Norden utvandrade folken med mera), tillsammans nio band, och 1782–1793 de första sju banden av Historie af Danmark (fortsatt efter Suhms handskrift av Abraham Kall och Rasmus Nyerup, med sju andra band, 1806–1828). Detta arbete, som behandlar Danmarks historia från äldsta tid till 1430, utmärks just icke genom historisk framställningskonst eller sträng kritik, men vittnar om utomordentlig flit och lärdom samt är en ovärderlig källskrift.
Åren 1772–1777 författade han en serie Nordiske Fortællinger, den första poetiska bearbetningen av forntidens sägner och Saxos berättelser samt många smärre avhandlingar av historiskt eller populär-filosofiskt innehåll (utgiven i Samlede Skrifter, 16 band, 1788–1799). Vidare fortsatte Suhm utgivningen av Scriptores rerum danicarum efter Langebeks död (band 4–7, 1776–1792) och bekostade själv utgivningen av flera isländska sagor och vetenskapliga verk (bland annat Abulfedæ Annales Muslemici, arabice et latine av Adler) samt av Samlinger til den danske Historie (två band, 1779–1784) och "Nye Samlinger" (fyra band, 1792–1795).
Sin stora och dyrbara boksamling, som till sist omfattade omkring 100 000 band, öppnade han 1775 för allmänheten och skänkte den 1796 till kungliga biblioteket, som därefter också blev offentligt. Suhm utnämndes 1774 till kammarherre och 1787 till kunglig historiograf. Han blev 1758 ledamot av Videnskabernes Selskab, 1760 av Norske Videnskabers Selskab, 1779 av svenska Vetenskapsakademien och 1786 av Vitterhetsakademien.